# NGC 7451
NGC 7451 је спирална галаксија у сазвежђу Пегаз која се налази на NGC листи објеката дубоког неба.
Деклинација објекта је + 8° 28' 3" а ректасцензија 23h 0m 40,6s. Привидна величина (магнитуда) објекта NGC 7451 износи 14,1 а фотографска магнитуда 14,9. NGC 7451 је још познат и под ознакама UGC 12299, MCG 1-58-20, CGCG 405-22, KARA 1002, IRAS 22581+0811, PGC 70245.